# Mars 1738
Le mois de mars 1738 est le 3e mois de l'année 1738.

## Naissances
- 1er mars : Antoine Dubois de Bellegarde (mort le 10 mars 1824), personnalité politique française
- 6 mars : André Joseph Lemaire (mort le 24 octobre 1802), général de division lors de la Révolution française
- 7 mars : Edward Edwards (mort le 19 décembre 1806), artiste britannique
- 13 mars : Jean Rousseau (mort le 7 septembre 1813), homme politique
- 14 mars : John Beresford (mort le 5 novembre 1805), personnalité politique irlandaise
- 15 mars :
  - Cesare Beccaria (mort le 20 novembre 1794), juriste, philosophe, économiste et homme de lettres italien
  - Edme-Louis Billardon de Sauvigny (mort le 19 avril 1812), homme de lettres et dramaturge français
  - Henri de Pontevès-Gien (mort le 13 juillet 1790), officier de marine et aristocrate français
  - Jean-Baptiste Le Paon (mort le 27 mai 1785), peintre français
- 19 mars : Túpac Amaru II (mort le 18 mai 1781), cacique indien
- 20 mars : Joachim François Mamert de Conzié (mort le 8 mai 1795), prélat catholique
- 23 mars : Georges-Hippolyte Le Comte Dupré (mort le 26 novembre 1797), personnalité politique canadienne

## Décès
- 6 mars : Michał Józef Sapieha (né en 1670), prince de la famille Sapieha
- 8 mars : Johannes Scheuchzer (né en 1684), botaniste suisse
- 13 mars : John Lahey (né en 1670), colon canadien
- 18 mars : Henri de Vento (né le 23 mars 1664), officier de marine et gentilhomme français
- 20 mars : Nicolas Doxat (né le 3 novembre 1682), militaire et ingénieur militaire suisse
- 25 mars : Joachim Adolphe de Seiglière (né le 28 octobre 1686), noble et militaire français
- 30 mars : František Antonín Špork (né le 9 mars 1662), noble tchèque